# Антоніо Фріллі
Антоніо Фріллі (біля 1830 — 1902) — флорентійський скульптор кінця XIX — перших років XX століття.
Працював з мармуром та алебастром.
Викладав у  Флорентійській Академії Мистецтв.
Найбільш відомий твір — «Жінка у гамаку», з білого каррарського мармуру, — у 1904 році на Всесвітній виставці в Сент-Луїсі отримала Гран Прі та 6 золотих медалей.
Завдяки актам вандалізма, вчиненим у 1958, 1967 та 2008 роках, нині дуже відомою є статуя Авраама Лінкольна, встановлена 1915 року у Літія парку міста Ешленд, штат Орегон.

## Життєпис
Незважаючи на всесвітню славу, про життя майстра досі майже нічого не відомо. Різні джерела суперечливі навіть щодо дат життя. Вказано три роки народження (та й ті  приблизні): 1830, 1860 та 1880. 
Оскільки Антоніо Фріллі 1876 року брав участь у Всесвітній виставці у Філадельфії, та 1881 року — у Мельбурні, то найбільш вірогідними з трьох приблизних дат народження видаються 1830-ті роки.
Щодо року смерті, джерела менш розбіжні: 1902 або 1920.
Більшість джерел стверджує, що "Жінку в гамаку" на виставку 1904 році надіслав син, Умберто, через два роки після смерті батька.
Інші джерела стверджують, що деякі скульптури, як-от Авраама Лінкольна, митець створив після 1910 року.
Антоніо Фріллі похований у сімейному склепі на флорентійському євангелічному цвинтарі Cimitero degli Allori.
Можливо, саме євангелічне віросповідання і є головною причиною мертвої тиші навколо його імені, життя та творчості у католицькій Італії.

## Творчість
У 1860 році скульптор відкрив своє перше ексклюзивне ательє на вулиці Фоссі у Флоренції, де він працював з кількома помічниками.
Скульптури, які зберігалися у ательє, були практично всі знищені під час катастрофічної повені у Флоренції 4 листопада 1966 року.

## Відомі твори
- Жінка у гамаку[7]
- Данте[5]
- Беатріче[5]
- Клеопатра[8]
- Ромео та Джульєтта[5]
- Augustus Caesar
- Авраам Лінкольн[9]

## Галерея

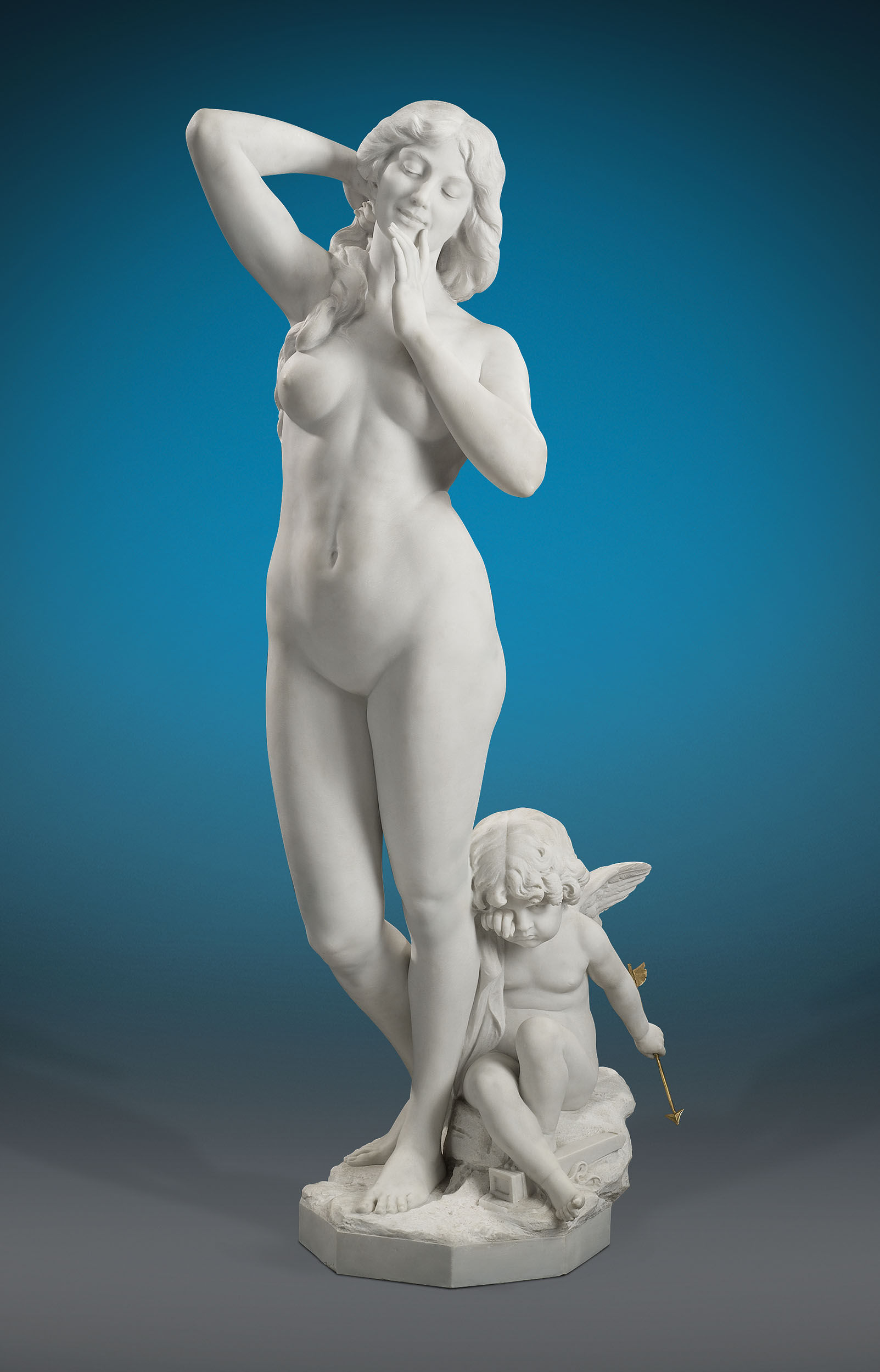
Venus and Cupid
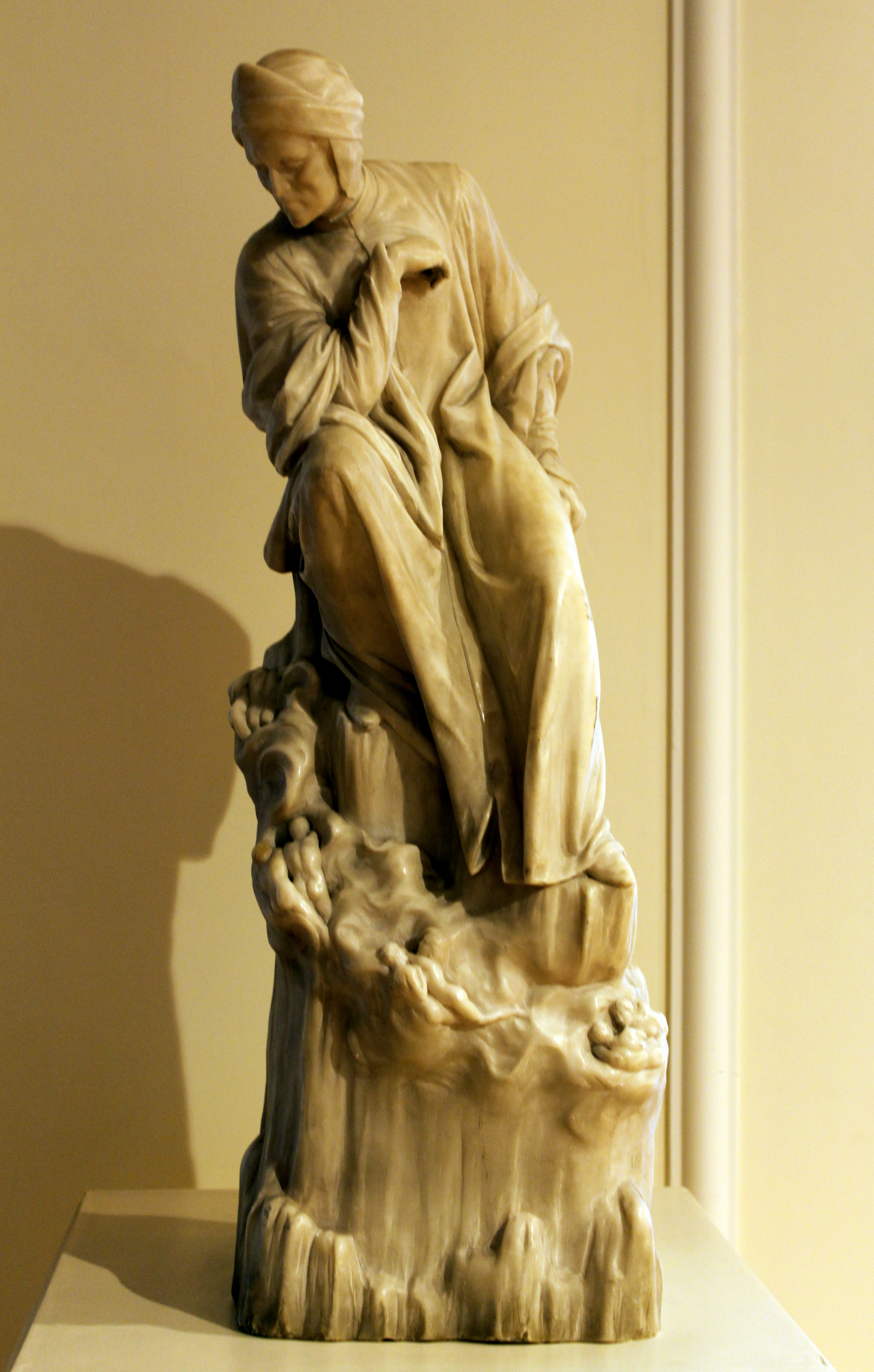
Dante